# Mitsubishi SpaceJet
Mitsubishi SpaceJet, dříve známý jako Mitsubishi Regional Jet, je prototyp japonského regionálního dvoumotorového proudového dopravního letounu vyvíjený v letech 2008–2023 společností Mitsubishi Aircraft Corporation ve dvou základních variantách – MRJ70 pro 78 a MRJ90 pro 92 pasažérů. Uvedení letounu do služby bylo plánováno na rok 2018. Typ MRJ byl vyvíjen jako přímá konkurence dopravních letadel rodiny Embraer E-Jet, Bombardier CSeries a Suchoj Superjet 100. Je také prvním japonským civilním dopravním letounem vyvinutým od roku 1962, kdy proběhl roll-out typu NAMC YS-11. K 11. listopadu 2015 společnost Mitsubishi evidovala předběžné objednávky na celkem 407 letounů MRJ.

## Vývoj

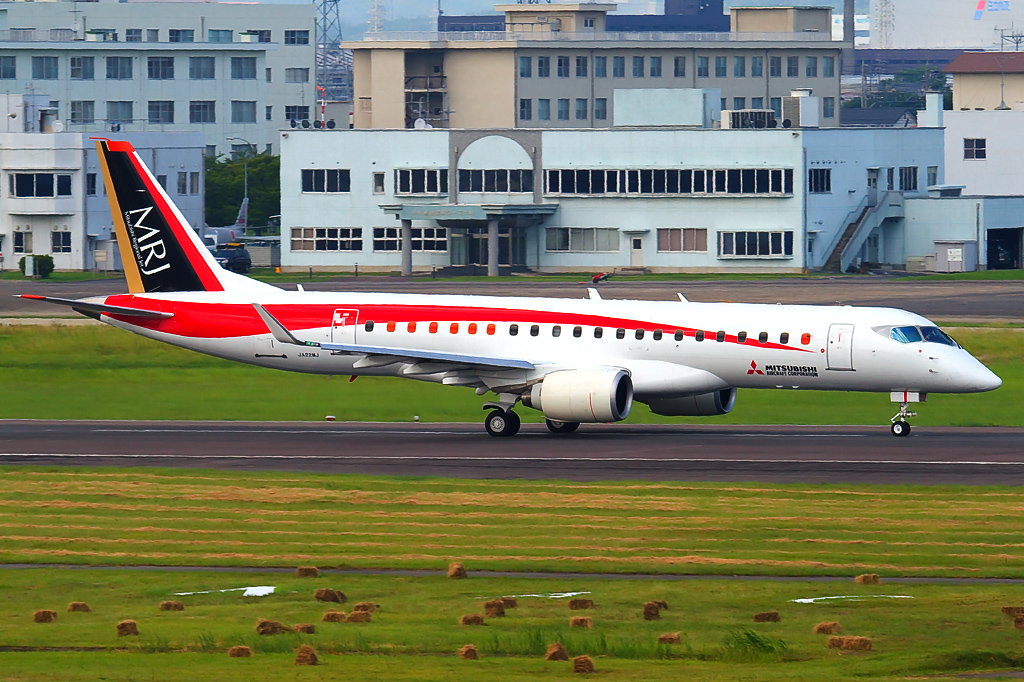
Druhý prototyp

Vývoj letounu MRJ byl zahájen v březnu 2008. Dle prvotního harmonogramu měl být letoun veřejnosti představen ve druhém čtvrtletí 2012, zanedlouho však byl termín posunut o rok a následně kvůli problémům se získáním vybrané pohonné jednotky znovu na jaro 2014. Od září 2015 byly zahájeny statické a dynamické zkoušky na dracích výrobních čísel 90001 (statické) a 90002 (dynamické), přičemž na draku pro dynamické zkoušky bylo simulováno zatížení odpovídající 80 000 letů, tedy cca 27 letům plného provozu. Po dalších odkladech proběhl slavnostní roll-out prvního prototypu MRJ90 (imatrikulace JA21MJ, výrobní číslo 10001) až počátkem listopadu 2015. První let prototypu, trvající celkem 87 minut, proběhl dne 11. listopadu 2015 na letišti Komaki u města Nagoja. Následně se do zkušebního programu zapojily další čtyři prototypy – výrobní čísla 10002 (JA22MJ pro letové zkoušky a kontrolu funkce palubních systémů), 10003 (JA23MJ ke zkouškám letových vlastností a avioniky), 10004 (JA24MJ k testům vnitřního vybavení, hluku a odolnosti vůči námraze) a 10005 (JA25MJ k testům fungování autopilota).
V prosinci 2015 bylo zároveň společností Mitsubishi oznámeno, že dojde k dalšímu zpoždění ve vývoji typu MRJ, neboť na základě prvních zkušeností s prototypem bude na letounu provedena řada nutných úprav, například zesílení konstrukce draku, křídla a podvozku, k modifikaci softwaru avioniky, řídícího systému a ovládání pohonné jednotky. Letové zkoušky byly (dle harmonogramu platného k začátku roku 2016) naplánovány na roky 2015-2017, přičemž v roce 2018 měl letoun získat certifikaci a v témž roce měly začít dodávky letounů jednotlivým uživatelům. Prvním uživatelem typu měla být japonská letecká společnost All Nippon Airways. Dalšími plánovanými uživateli byly mimo jiné společnosti Japan Airlines s 32 objednanými kusy a americká SkyWest Airlines se 100 objednanými kusy.
Další zdržení způsobila pandemie covidu-19. Pro nekonečné problémy a neustálý růst cen byl projekt ukončen 6. února 2023. V březnu byly prototypy rozebrány.

## Specifikace

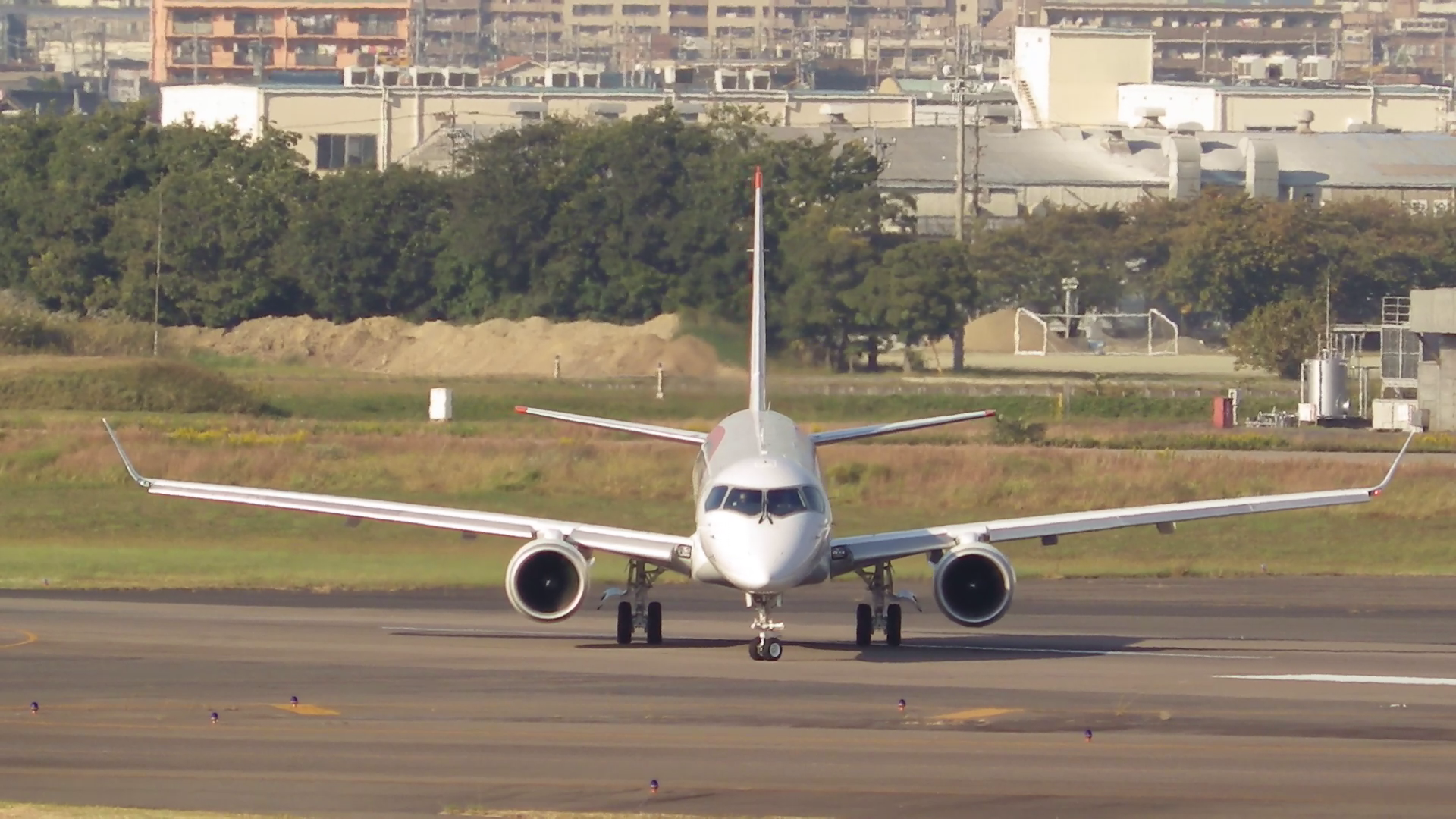
Čelní pohled na první prototyp

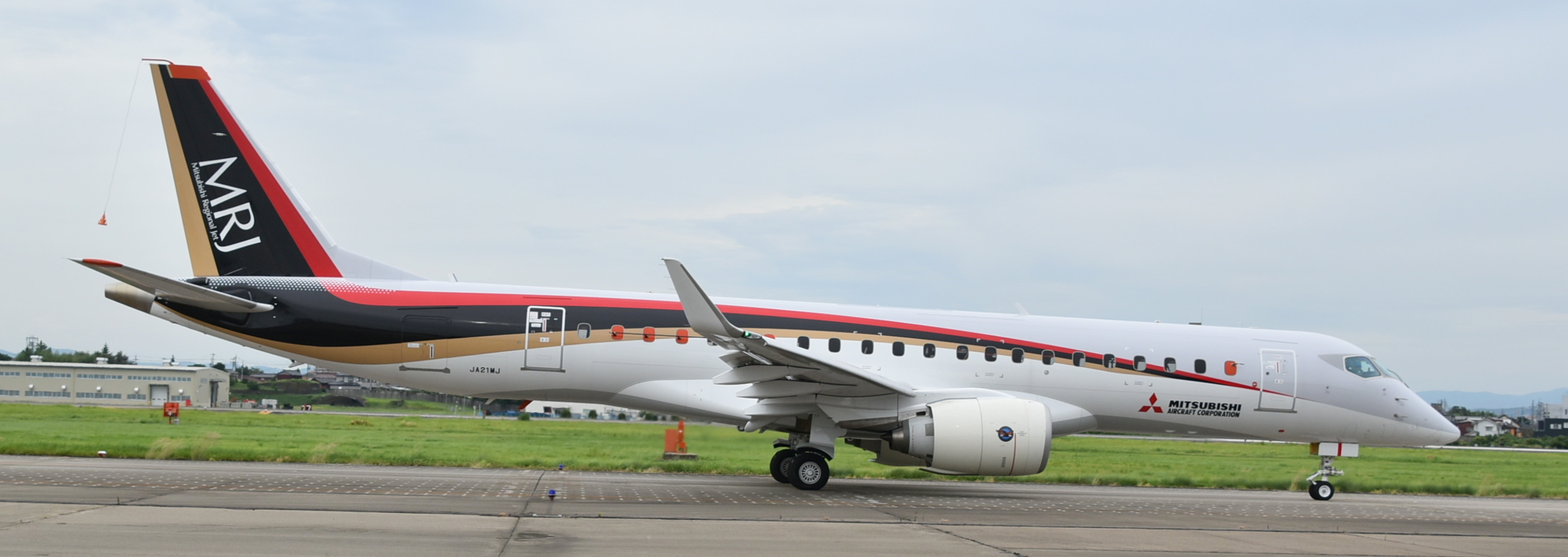
Bok letounu

| Varianta                   | MRJ70                                                        | MRJ90                                                        | M100                                                         |
| -------------------------- | ------------------------------------------------------------ | ------------------------------------------------------------ | ------------------------------------------------------------ |
| Cestující                  | 69 (9J + 60Y) to 80                                          | 81 (9J + 72Y) to 92                                          | 76 (12J+12W+52Y) to 84                                       |
| Rozteč sedadel             | 74–79 centimetre (29–31 in) in Y, 91 centimetre (36 in) in J | 74–79 centimetre (29–31 in) in Y, 91 centimetre (36 in) in J | 74–79 centimetre (29–31 in) in Y, 91 centimetre (36 in) in J |
| Kabina                     | 2,03 m / 6 ft 8in Height × 2.76 m / 9 ft 1in Width           | 2,03 m / 6 ft 8in Height × 2.76 m / 9 ft 1in Width           | 2,03 m / 6 ft 8in Height × 2.76 m / 9 ft 1in Width           |
| Délka                      | 33,4m / 109 ft 8in                                           | 35,8m / 117 ft 5in                                           | 34,5 metre (113 ft)                                          |
| Rozpětí                    | 29,2m / 95 ft 10in                                           | 29,2m / 95 ft 10in                                           | 27,8 metre (91 ft)                                           |
| Výška ocasu                | 10,4m / 34 ft 2in                                            | 10,4m / 34 ft 2in                                            |                                                              |
| MTOW                       | LR : 40 200 kg (88 626 lb)                                   | LR : 42 800 kg (94 358 lb)                                   | 42 tonne (93 000 lb)                                         |
| Hmotnost prázdného letounu | -                                                            | 26,000 kilogram (57 lb)                                      |                                                              |
| Kapacita paliva            | -                                                            | 12 100 L (3 200 US gal)                                      |                                                              |
| Pohonné jednotky (2x)      | Pratt & Whitney PW1215G                                      | Pratt & Whitney PW1217G                                      | Pratt & Whitney PW1217G                                      |
| Průměr dmychadla           | 56 inches (142 cm)                                           | 56 inches (142 cm)                                           | 56 inches (142 cm)                                           |
| Tah motorů (2x)            | 69,3 kN (15 600 lbf)                                         | 78,2 kN (17 600 lbf)                                         | 78,2 kN (17 600 lbf)                                         |
| Dolet (1-třída)            | LR : 3 740 km (2 020 nmi)                                    | LR : 3 770 km (2 040 nmi)                                    | 1 910 námořních mil (3 540 km)                               |
| Cestovní rychlost          | Mach 0,78 (516 kn; 956 km/h)                                 | Mach 0,78 (516 kn; 956 km/h)                                 | Mach 0,78 (516 kn; 956 km/h)                                 |
| Dostup                     | 11 900 m (39 000 ft)                                         | 11 900 m (39 000 ft)                                         | 11 900 m (39 000 ft)                                         |
| Délka vzletu               | LR : 1 720 m (5 650 ft)                                      | LR : 1 740 m (5 710 ft)                                      |                                                              |
| Délka přistání             | 1 430 m (4 700 ft)                                           | 1 480 m (4 860 ft)                                           |                                                              |